# Без грима
«Без грима» — двенадцатый студийный альбом украинской певицы Ирины Билык, выпущенный в 2017 году.

## Об альбоме
Новый альбом Ирина назвала «очень личным», она хотела открыть душу этим альбомом. В сравнении с предыдущим лонгплеем, здесь песни более спокойные и нежные, они и помогают передать ту всю чувственность, о которой заявляет певица. По словам певицы, она готовила этот альбом десять лет, так как некоторые песни, отложенные «на потом», становятся самыми ценными и самыми важными. Также на долгий невыпуск альбома повлияла ситуация с аранжировщиком Геннадием Пугачевым, который взял у певицы 45 тысяч долларов за работу над альбомом и бесследно исчез вместе в деньгами. Новым аранжировщиком и продюсером альбома стал Орест Галицкий.
5 октября 2015 года был выпущен видеоклип на песню «Туфли», который был снят еще в 2006 году, однако все это время лежал на полке. Изначально песня должна была войти в альбом «Без грима».
Представила новый альбом артистка в свой 47-й день рождения, 6 апреля 2017 года, на акустическом концерте-презентации. В этот же день зрители могли увидеть его в эфире телеканала М1. 12 апреля альбом стал доступен на всех цифровых площадках.
19 января 2018 года певица представила видеоклип на песню «Не питай».

## Без грима. Лучшее. О любви
В поддержку альбома после пятилетнего перерыва Ирина отправилась в концертный тур «Без грима. Лучшее. О любви», который начался 1 февраля 2018 года в Сумах, а завершился тремя аншлаговыми концертами в апреле в Киеве. Артистка также долго и тщательно готовилась к этому турне, однако все задуманное осуществить она не смогла, поэтому даже задумалась над «Без грима-2». 16 февраля 2019 года на телеканале «Интер» состоялась премьера телеверсии концерта.

## Список композиций
| №                   | Название             | Автор(ы)                                   | Длительность |
| ------------------- | -------------------- | ------------------------------------------ | ------------ |
| 1.                  | «Intro»              |                                            | 2:15         |
| 2.                  | «А мне бы в небо»    | Ирина Билык                                | 3:44         |
| 3.                  | «Греческая»          | Костас Мартакис, Никос Вертис, Ирина Билык | 3:43         |
| 4.                  | «Разреши»            | Ирина Билык                                | 3:22         |
| 5.                  | «Снился мне снег»    | Ирина Билык                                | 3:19         |
| 6.                  | «У ветра есть тайна» | Ирина Билык                                | 3:44         |
| 7.                  | «Не питай»           | Александр Воевуцкий                        | 3:27         |
| 8.                  | «Не оставляй»        | Ирина Билык                                | 4:39         |
| 9.                  | «Седой старик»       | Евгений Рыбчинский                         | 2:52         |
| 10.                 | «Боже мой»           | Ирина Билык                                | 4:42         |
| Общая длительность: | Общая длительность:  | Общая длительность:                        | 35:48        |

## История релизов
| Регион  | Дата           | Формат                      | Лейбл      |
| ------- | -------------- | --------------------------- | ---------- |
| Украина | 6 апреля 2017  | CD                          | Best Music |
| Мир     | 12 апреля 2017 | цифровая загрузка, стриминг | Best Music |